# Paula Cândido
Paula Cândido là một đô thị thuộc bang Minas Gerais, Brasil. Đô thị này có diện tích 268,74 km², dân số năm 2007 là 9086 người, mật độ 35,7 người/km².